# Лукајцтал
Лукајцтал (њем. Luckaitztal) општина је у њемачкој савезној држави Бранденбург. Једно је од 25 општинских средишта округа Обершпревалд-Лаузиц. Према процјени из 2010. у општини је живјело 904 становника. Посједује регионалну шифру (AGS) 12066202.

## Географски и демографски подаци
Лукајцтал се налази у савезној држави Бранденбург у округу Обершпревалд-Лаузиц. Општина се налази на надморској висини од 100 метара. Површина општине износи 41,7 km². У самом мјесту је, према процјени из 2010. године, живјело 904 становника. Просјечна густина становништва износи 22 становника/km².